# Миллениум (театр)
«Миллениум» (англ. Millenium Theatre) — театр в Нью-Йорке.
Расположен в Бруклине, на Брайтон-Бич авеню (10-29 Brighton Beach Ave, Brooklyn NY 11235).
На сцене Миллениума выступают гастрольные группы, российские  артисты эстрады, ставятся драматические спектакли, проходят встречи КВН, проводятся различные культурные фестивали на русском языке, религиозные семинары.
Театр Миллениум является одним из центров русской культуры в Америке.

## В культуре
Миллениум является прототипом кабаре-театра Perestoika, расположенного на Хоув Бич (англ. Hove Beach) в видеоигре Grand Theft Auto IV.